# Bullvaleen
Bullvaleen is een koolwaterstof met als brutoformule C10H10. Het heeft de ongebruikelijke eigenschap dat de bindingen tussen de koolstofatomen continu wijzigen. Dit is de reden waarom de stof zeer uitgebreid bestudeerd is in de organische chemie. De naam bullvaleen is afgeleid van de bijnaam van een van de onderzoekers die de eigenschappen van de stof in 1963 voorspelden, William "Bull" Doering, en van het principe van valentie-tautomerie. In zuivere toestand is bullvaleen een kristallijne vaste stof.

## Synthese
Bullvaleen werd voor het eerste gesynthetiseerd in 1963 door G. Schröder. Fotolyse van een dimeer van cyclooctatetraeen, onder gelijktijdige vorming van een molecule benzeen, leidde tot vorming van de verbinding.

## Structuur en eigenschappen
Het bullvaleenmolecule bestaat uit een cyclopropaanring met daaraan drie onverzadigde koolstofketens, die aan een centraal koolstofatoom gekoppeld zijn. Bij bepaalde temperaturen ondergaat het molecule Cope-omleggingen met als resultaat dat alle koolstof- en waterstof-atomen equivalent zijn en geen van de koolstof-koolstof-bindingen een permanent karakter heeft:
Aangezien er 10 koolstofatomen aanwezig zijn, bedraagt het aantal mogelijke valentie-tautomeren
{\displaystyle {\frac {10!}{3}}=1.209.600}
De ongebruikelijke dynamische eigenschappen van bullvaleen blijken ook uit het proton-NMR-spectrum. In een spectrum dat bij kamertemperatuur is opgenomen verschijnt slechts één brede piek die van een groot aantal protonen afkomstig is. Bij 120 °C wordt echter slechts één scherpe piek bij 4,2 ppm waargenomen. Bij deze hogere temperatuur verwisselen de protonen blijkbaar sneller van omgeving zodat de NMR geen onderscheid meer kan maken tussen de verschillende protonen.

## Derivaten
Van bullvaleen zijn reeds verscheidene derivaten bekend:
- Bullvalon
- Semibullvaleen
- Barbaralaan